# Vivo X90系列
vivo X90系列是vivo在2022年11月22日發佈的手機系列，包括X90、X90 Pro及X90 Pro+。 
vivo X90和X90 Pro搭載聯發科天璣9200，X90 Pro+則搭載了高通驍龍8 Gen 2，是高通驍龍8 Gen 2和聯發科天璣9200晶片的雙首發。除了處理器，X90系列全系列都用上了蔡司T*鍍膜，獨家自主研發的影像晶片V2，Pro和Pro+具備IP68防塵防水機能，X90 Pro搭載AK4377A Hi-Fi晶片，X90 Pro+保留一顆CS43131晶片以彰顯Vivo的Hi-Fi基因。
X90 11月22日起開放預售、11月30日正式上市，X90 Pro11月22日開放預售，X90 Pro+11月28日開放預售，出貨日期同為12月6日正式上市。
2023年6月27日，公佈中期小改版vivo X90s，機身設計和其他配置，vivo X90s X90一樣，主要的改動是由之前的聯發科天璣9200處理器，改為採用最新的聯發科天璣9200+，而機身顏色亦增加白色和薄荷綠兩款選擇。中國上市的版本有 8/256、12/256 和 12/512GB 三種配置，分別售3,999、4,299和4,699人民幣，在6月30日於中國市場發售，

## 外部連結
- X90官方網站
- X90 Pro官方網站
- X90 Pro+官方網站